# Die Stunde des Stiers
Die Stunde des Stiers (russisch Час Быка Tschas Byka) ist ein Science-Fiction-Roman des russischen Autors Iwan Jefremow.
Nach dem gekürzten Vorabdruck in der Zeitschrift Technika-Molodjoshi aus den Jahren 1968/1969 erschien die vollständige Ausgabe 1970. Bereits ein halbes Jahr später wurde das Buch aus den Bibliotheken entfernt und jede Erwähnung des Romans verboten. Erst 1988 wurde das Buch wieder aufgelegt.
Der Roman gehört zum Zyklus Der große Ring, bestehend aus Der Andromedanebel, Das Herz der Schlange und dem hier beschriebenen Buch.

## Inhalt

### Handlung
Einige hundert Jahre nach den Ereignissen des Romans Der Andromedanebel diskutiert eine Schulklasse über die Frage, ob das allgemeine Entwicklungsgesetz neben dem Weg zur höchsten (kommunistischen) Gesellschaft auch andere Entwicklungen zulassen würde. Schließlich müsse ein allgemeingültiges Gesetz immer Ausnahmen zulassen, sonst wäre es eben nicht allgemeingültig. Angeregt durch diese Frage schlägt der Lehrer einen Besuch des Denkmals zu Ehren der Raumexpedition zum Planeten Tormans vor.
Nach dem Besuch sehen die Schüler einen Film über die etwa hundert Jahre zurückliegenden Ereignisse.
In jener Zeit erhielt die Erde die Information über einen von Menschen bewohnten Planeten. Es waren die Nachkommen irdischer Flüchtlinge, die in den kriegerischen Zeiten des Übergangs zur geeinten Welt die Erde verließen, auf Grund glücklicher Zufälle ins All geschleudert wurden und einen bewohnbaren Planeten gefunden hatten.
Der Rat für interstellare Reisen beschließt, eine Expedition mit einem neuen Raumschiff – der Dunklen Flamme, dem ersten überlichtschnellen Raumschiff – zu dem Planeten zu senden, um den Kontakt zu den Bewohnern wiederherzustellen. Doch schon die Landung erweist sich als schwierig – der Planet wird von einer bürokratischen Oligarchie beherrscht, die kein Interesse an einem Besuch hat. Durch einen nicht unumstrittenen Trick erzwingt die Expeditionsleiterin Fay Rodis die Landung.
Der Planet, der von den Erdbewohnern Tormans genannt wird, stirbt. Überbevölkerung, hemmungsloser Raubbau an der Natur und Umweltverschmutzung haben die Lebensgrundlagen vernichtet. Die Hauptstadt ist geprägt von Lärm und Schmutz, ungerechter Verteilung der Nahrungsmittel und menschenunwürdigen Wohnverhältnissen. Die Gesellschaft hat sich in zwei Gruppen gespalten – die Langlebigen und die Kurzlebigen, die sich feindlich gegenüberstehen. Die Oligarchie regiert mit den ihr eigenen Mitteln: Demagogie und Manipulation, Unterdrückung und Zensur der Bildenden Künste, Literatur und Musik, einer menschenfeindlichen Philosophie, die den Freitod mit 25 Jahren propagiert, dem Missbrauch der Wissenschaft, einem Spitzelsystem, und als Gegenstück dazu protegierten Sportlern und Künstlern. Noch kann sie die Menschen unter Kontrolle halten, doch erste Widerstandsgruppen haben sich gebildet, andere Vertriebene sind zu Verbrechern geworden und leben in einem rechtsfreien Raum nach dem Gesetz des Mobs.
Zuerst nehmen die Raumfahrer Kontakt mit den Herrschern – dem Rat der Vier – auf. Für diese ist es völlig ungewohnt, dass Menschen nicht in der Kategorie Herrn und Untergebene denken und dass Frauen die führenden Stellen innehaben. Aus der berechtigten Furcht, dass die Anwesenheit der Raumfahrer Unruhe schüren würde, versucht der Rat, jeden Kontakt mit den Tormansianern zu unterbinden.
Doch die Raumfahrer bestehen auf dem Kontakt mit den Bewohnern Tormans. Sie wollen den Menschen helfen – mit der Macht des Wissens. Sie zeigen Filme der Erde, erzählen vom Leben in der kommunistischen Gesellschaft, von ihren Moralvorstellungen und von den Wegen in eine bessere Zukunft. Gleichzeitig lehnen sie es aber ab, die Widerstandsgruppen mit Waffen zu versorgen oder die Regierung zu stürzen. Nach ihrer Auffassung müssen sich die Langlebigen und die Kurzlebigen vereinen. Sie erklären, dass die Tormansianer selbst ihren Weg in die Zukunft finden müssen.
Parallel dazu erforschen die Raumfahrer den Planeten. Sie teilen sich dazu in mehrere Gruppen – eine besucht ein altes, inzwischen verlassenes Siedlungsgebiet, eine andere lebt in der Hauptstadt. Die Expeditionsleiterin studiert währenddessen alte Dokumente.
Doch diese Arbeit ist nicht ungefährlich. Drei Raumfahrer sterben beim Zusammentreffen mit dem Mob, eine weitere Raumfahrerin, die junge Soziologin Tschedy Dhaan, wird in der Hauptstadt schwer verletzt. Schließlich entdeckt ein tormansianischer Wissenschaftler die Möglichkeit, die Schutzgeräte der Raumfahrer zu blockieren. Angesichts der Gefahr, dass ihr Wissen missbraucht wird, tötet sich die Expeditionsleiterin selbst, appelliert aber an ihre Kameraden, zur Erde zurückzukehren und ihren Tod nicht zu rächen.
Damit endet der Film.
Tief beeindruckt erfahren die Schüler von der schwierigen Rückkehr des Raumschiffs zur Erde und von dem frühen Tod der zurückgekehrten Raumfahrer – der Preis für die Erlebnisse und Entbehrungen des Raumflugs und der Rückkehr. Doch ihr Tod war nicht umsonst: neue zur Erde gelangte Filmaufnahmen des Planeten zeigen ein Denkmal der Raumfahrer gemeinsam mit Widerstandskämpfern, 'Langlebigen' und 'Kurzlebigen'. Schon ist ein Raumschiff zu dem Planeten – der nun den Namen Tor-Mi-Oss trägt – unterwegs.

### Das erste Gesetz des Großen Rings
Das erste Gesetz des Großen Rings ist das Gesetz der Informationsfreiheit. Die Wichtigkeit dieses Gesetzes beschreibt Jefremow wie folgt:

»... Wer kann es überhaupt wagen, einem denkenden Wesen den Weg zur Welterkenntnis zu versperren? Die faschistischen Diktaturen aus der Vergangenheit der Erde und anderer Planeten haben ähnliche Verbrechen begangen und dadurch unvorstellbare Katastrophen herbeigeführt. Daher wird, wenn der Große Ring einen Staat findet, der seinen Bürgern das Recht auf Wissen verwehrt, dieser Staat zerstört. Dies ist der einzige Fall, der die Vollmacht zur Einmischung in die Angelegenheiten eines fremden Planeten gibt.«

## Übersetzungen
Übersetzungen erschienen 1969 in Frankreich unter dem Titel L’heure du toureau, 1972 in Ungarn, 1973 in der Tschechoslowakei und 1970 sowie 1984 in Bulgarien. Eine Übersetzung ins Englische liegt nicht vor.

## Ausgaben
- Iwan Jefremow: Die Stunde des Stiers. Wissenschaftlich-phantastischer Roman. Aus dem Russischen von Maxim Knoll. Edition TES im Ulenspiegel-Verlag Waltershausen – Erfurt, 2010, ISBN 978-3-932655-40-1